# Ciclismo nos Jogos Pan-Americanos de 2019 - BMX corrida masculino
A competição da corrida do BMX masculino foi um dos eventos do ciclismo nos Jogos Pan-Americanos de 2019, em Lima. Foi disputada no Costa Verde San Miguel nos dias 8 e 9 de agosto.

## Calendário
Horário local (UTC-5).
| Data        | Horário | Fase             |
| ----------- | ------- | ---------------- |
| 8 de agosto | 11:55   | Qualificação     |
| 9 de agosto | 11:00   | Quartas de final |
| 9 de agosto | 12:36   | Semifinal        |
| 9 de agosto | 14:05   | Final            |

## Medalhistas
| Ouro   | ECU Alfredo Campo     |
| Prata  | BRA Anderson Ezequiel |
| Bronze | ARG Federico Villegas |

## Resultados

### Qualificação
| Colocação | Ciclista          | Nacionalidade      | Qualificação | Qualificação |
| Colocação | Ciclista          | Nacionalidade      | Tempo        |              |
| --------- | ----------------- | ------------------ | ------------ | ------------ |
| 1         | Diego Arboleda    | COL Colômbia       | 33.153       |              |
| 2         | Gonzalo Molina    | ARG Argentina      | 33.224       |              |
| 3         | Alfredo Campo     | ECU Equador        | 33.328       |              |
| 4         | Anderson Ezequiel | BRA Brasil         | 33.588       |              |
| 5         | James Palmer      | CAN Canadá         | 33.618       |              |
| 6         | Carlos Ramírez    | COL Colômbia       | 33.690       |              |
| 7         | Renato Rezende    | BRA Brasil         | 33.698       |              |
| 8         | Jefferson Milano  | VEN Venezuela      | 33.775       |              |
| 9         | Federico Villegas | ARG Argentina      | 34.035       |              |
| 10        | Rubén García      | VEN Venezuela      | 34.163       |              |
| 11        | Cameron Wood      | USA Estados Unidos | 34.600       |              |
| 12        | Emilio Falla      | ECU Equador        | 34.779       |              |
| 13        | Hernán Godoy      | CHI Chile          | 35.030       |              |
| 14        | Mauricio Molina   | CHI Chile          | 35.286       |              |
| 15        | Feddison Flanders | ARU Aruba          | 35.435       |              |
| 16        | Jaime Quintanilla | BOL Bolívia        | 35.897       |              |
| 17        | Oscar Otero       | MEX México         | 36.550       |              |
| 18        | Igor Vaca         | BOL Bolívia        | 36.790       |              |
| 19        | Cameron Bramer    | USA Estados Unidos | 36.814       |              |
| 20        | Andre Lacroix     | PER Peru           | 37.089       |              |
| 21        | Sergio Marroquin  | GUA Guatemala      | 37.439       |              |
| 22        | Maikol Cordero    | CRC Costa Rica     | 38.927       |              |
| 23        | Kevin Mireles     | MEX México         | 59.743       |              |

### Quartas de final
Os quatro primeiros colocados de cada grupo avançam  para a semifinal. 
| Colocação | Bateria | Ciclista          | Nacionalidade      | Corrida 1    | Corrida 2    | Corrida 3  | Pontos | Notas |
| --------- | ------- | ----------------- | ------------------ | ------------ | ------------ | ---------- | ------ | ----- |
| 1         | 1       | Diego Arboleda    | COL Colômbia       | 33.391 (1)   | 33.133 (1)   | 32.759 (1) | 3      | Q     |
| 2         | 1       | Federico Villegas | ARG Argentina      | 33.943 (2)   | 33.604 (3)   | 33.353 (2) | 7      | Q     |
| 3         | 1       | Jefferson Milano  | VEN Venezuela      | 34.308 (3)   | 33.414 (2)   | 33.363 (3) | 8      | Q     |
| 4         | 1       | Jaime Quintanilla | BOL Bolívia        | 35.301 (4)   | 35.110 (4)   | 35.168 (4) | 12     | Q     |
| 5         | 1       | Oscar Otero       | MEX México         | 36.304 (5)   | 35.787 (5)   | 35.207 (5) | 15     |       |
| 1         | 2       | Gonzalo Molina    | ARG Argentina      | 33.870 (2)   | 33.371 (1)   | 33.156 (1) | 4      | Q     |
| 2         | 2       | Renato Rezende    | BRA Brasil         | 33.769 (1)   | 33.639 (2)   | 33.246 (2) | 5      | Q     |
| 3         | 2       | Rubén García      | VEN Venezuela      | 48.937 (4)   | 34.565 (3)   | 34.050 (3) | 10     | Q     |
| 4         | 2       | Feddison Flanders | ARU Aruba          | 37.681 (3)   | 35.650 (4)   | 34.660 (4) | 11     | Q     |
| 5         | 2       | Igor Vaca         | BOL Bolívia        | 53.109 (5)   | 36.965 (5)   | 35.872 (5) | 15     |       |
| 6         | 2       | Kevin Mireles     | MEX México         | 57.954 (6)   | DNS (8)      | DNS (8)    | 22     |       |
| 1         | 3       | Alfredo Campo     | ECU Equador        | 33.489 (1)   | 33.400 (1)   | 32.684 (1) | 3      | Q     |
| 2         | 3       | Carlos Ramírez    | COL Colômbia       | 33.574 (2)   | 33.472 (2)   | 33.250 (2) | 6      | Q     |
| 3         | 3       | Mauricio Molina   | CHI Chile          | 34.780 (4)   | 34.487 (3)   | 33.776 (3) | 10     | Q     |
| 4         | 3       | Cameron Wood      | USA Estados Unidos | 33.950 (3)   | 34.827 (4)   | 34.173 (4) | 11     | Q     |
| 5         | 3       | Cameron Bramer    | USA Estados Unidos | 36.329 (5)   | 36.182 (5)   | 35.775 (5) | 15     |       |
| 6         | 3       | Maikol Cordero    | CRC Costa Rica     | 37.145 (6)   | 1:01.874 (6) | 37.755 (6) | 18     |       |
| 1         | 4       | James Palmer      | CAN Canadá         | 34.610 (1)   | 33.648 (1)   | 33.554 (1) | 3      | Q     |
| 2         | 4       | Anderson Ezequiel | BRA Brasil         | 34.724 (2)   | 34.625 (3)   | 33.795 (2) | 7      | Q     |
| 3         | 4       | Emilio Falla      | ECU Equador        | 35.110 (3)   | 34.245 (2)   | 34.308 (3) | 8      | Q     |
| 4         | 4       | Hernán Godoy      | CHI Chile          | 36.398 (4)   | 36.050 (4)   | 35.349 (4) | 12     | Q     |
| 5         | 4       | Sergio Marroquin  | GUA Guatemala      | 43.757 (5)   | 48.860 (6)   | 36.496 (5) | 16     |       |
| 6         | 4       | Andre Lacroix     | PER Peru           | 2:08.297 (6) | 38.852 (5)   | 38.919 (6) | 17     |       |

### Semifinal
Os quatro primeiros ciclistas de cada grupo avançam para a final.
| Colocação | Bateria | Ciclista          | Nacionalidade      | Corrida 1  | Corrida 2    | Corrida 3    | Pontos | Notas |
| --------- | ------- | ----------------- | ------------------ | ---------- | ------------ | ------------ | ------ | ----- |
| 1         | 1       | Alfredo Campo     | ECU Equador        | 32.753(1)  | 32.710 (1)   | 32.316 (1)   | 3      | Q     |
| 2         | 1       | Jefferson Milano  | VEN Venezuela      | 33.182 (2) | 33.589 (5)   | 32.783 (2)   | 9      | Q     |
| 3         | 1       | Renato Rezende    | BRA Brasil         | 33.529 (4) | 32.996 (2)   | 32.876 (3)   | 9      | Q     |
| 4         | 1       | Anderson Ezequiel | BRA Brasil         | 33.392 (3) | 33.109 (3)   | 33.198 (4)   | 10     | Q     |
| 5         | 1       | Diego Arboleda    | COL Colômbia       | 33.558 (5) | 33.124 (4)   | DNF (8)      | 17     |       |
| 6         | 1       | Mauricio Molina   | CHI Chile          | 34.527 (7) | 34.031 (6)   | 34.552 (5)   | 18     |       |
| 7         | 1       | Feddison Flanders | ARU Aruba          | 34.355 (6) | 34.707 (7)   | 2:39.419 (7) | 20     |       |
| 8         | 1       | Hernán Godoy      | CHI Chile          | 35.137 (8) | 35.477 (8)   | 40.000 (6)   | 22     |       |
| 1         | 2       | Gonzalo Molina    | ARG Argentina      | 32.893 (1) | 32.961 (1)   | 33.013 (2)   | 4      | Q     |
| 2         | 2       | Federico Villegas | ARG Argentina      | 32.955 (2) | 33.255 (3)   | 32.999 (1)   | 6      | Q     |
| 3         | 2       | Carlos Ramírez    | COL Colômbia       | 33.139 (3) | 33.142 (2)   | 33.185 (3)   | 8      | Q     |
| 4         | 2       | James Palmer      | CAN Canadá         | 33.775 (4) | 33.765 (4)   | 34.589 (4)   | 12     | Q     |
| 5         | 2       | Rubén García      | VEN Venezuela      | 33.829 (5) | 33.936 (5)   | 51.331 (8)   | 18     |       |
| 6         | 2       | Emilio Falla      | ECU Equador        | 54.780 (8) | 34.450 (6)   | 34.641 (5)   | 19     |       |
| 7         | 2       | Jaime Quintanilla | BOL Bolívia        | 36.123 (6) | 36.045 (7)   | 38.063 (7)   | 20     |       |
| 8         | 2       | Cameron Wood      | USA Estados Unidos | 36.438 (7) | 1:46.509 (8) | 35.618 (6)   | 21     |       |

### Final
| Colocação         | Ciclista          | Nacionalidade | Tempo  | Diferença | Notas |
| ----------------- | ----------------- | ------------- | ------ | --------- | ----- |
| Medalha de ouro   | Alfredo Campo     | ECU Equador   | 32.113 | -         |       |
| Medalha de prata  | Anderson Ezequiel | BRA Brasil    | 32.493 | +0.380    |       |
| Medalha de bronze | Federico Villegas | ARG Argentina | 32.714 | +0.601    |       |
| 4                 | Renato Rezende    | BRA Brasil    | 32.957 | +0.844    |       |
| 5                 | James Palmer      | CAN Canadá    | 33.389 | +1.276    |       |
|                   | Jefferson Milano  | VEN Venezuela | DNF    | DNF       | DNF   |
|                   | Gonzalo Molina    | ARG Argentina | DNF    | DNF       | DNF   |
|                   | Carlos Ramírez    | COL Colômbia  | DNF    | DNF       | DNF   |

Legenda
| Recorde mundial                  | Recorde mundial (World record)               |                       | Recorde africano                      | Recorde africano (African) |                                           | Q | Classificado por posição (Qualified) |
| Recorde dos Jogos Pan-Americanos | Recorde pan-americano (Pan-American record)  | Recorde da América    | Recorde da América (Americas)         | q                          | Classificado por melhor tempo (Qualified) |   |                                      |
| Melhor marca do ano              | Melhor marca do ano (World leading)          | Recorde asiático      | Recorde asiático (Asian)              | DNS                        | Não largou (Did not start)                |   |                                      |
| Recorde nacional                 | Recorde nacional (National record)           | Recorde europeu       | Recorde europeu (European)            | DNF                        | Não terminou (Did not finish)             |   |                                      |
| Recorde pessoal                  | Recorde pessoal do atleta (Personal best)    | Recorde da Oceania    | Recorde da Oceania (Oceania)          | DSQ / DQ                   | Desclassificado (Disqualified)            |   |                                      |
| Recorde da temporada             | Recorde da temporada do atleta (Season best) | Recorde sul-americano | Recorde sul-americano (South America) | NM                         | Sem marca (No mark)                       |   |                                      |